# لوكهيد سي5 جلاكسي

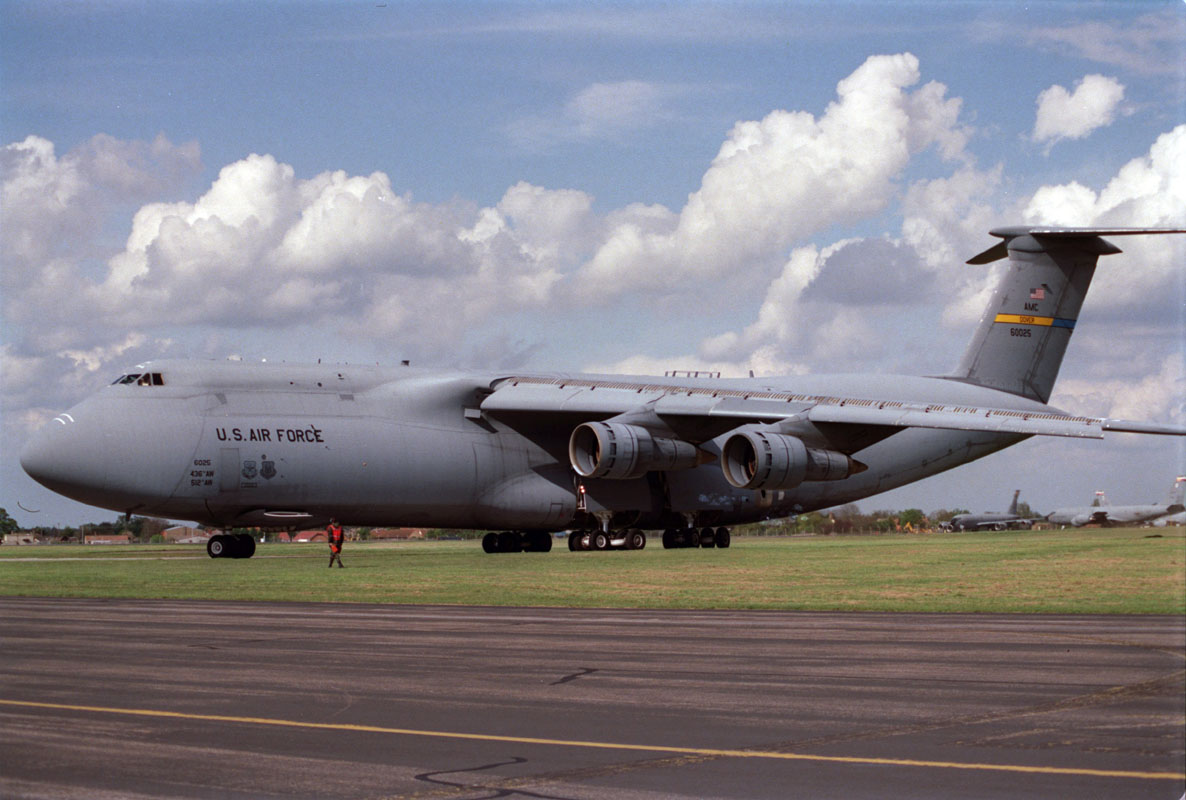
طائرة سي-5 جلاكسي

سي-5 جلاكسي (بالإنجليزية: C-5 Galaxy)‏ طائرة نقل عسكرية كبيرة، صممت من قبل لوكهيد مارتن. تم تصميمها لتوفير النقل الجوي الثقيل الاستراتيجي عبر القارات. سي-5 جلاكسي دخلت الخدمة في القوات الجوية الأمريكية في عام 1969، وهي واحدة من أكبر الطائرات العسكرية في العالم.

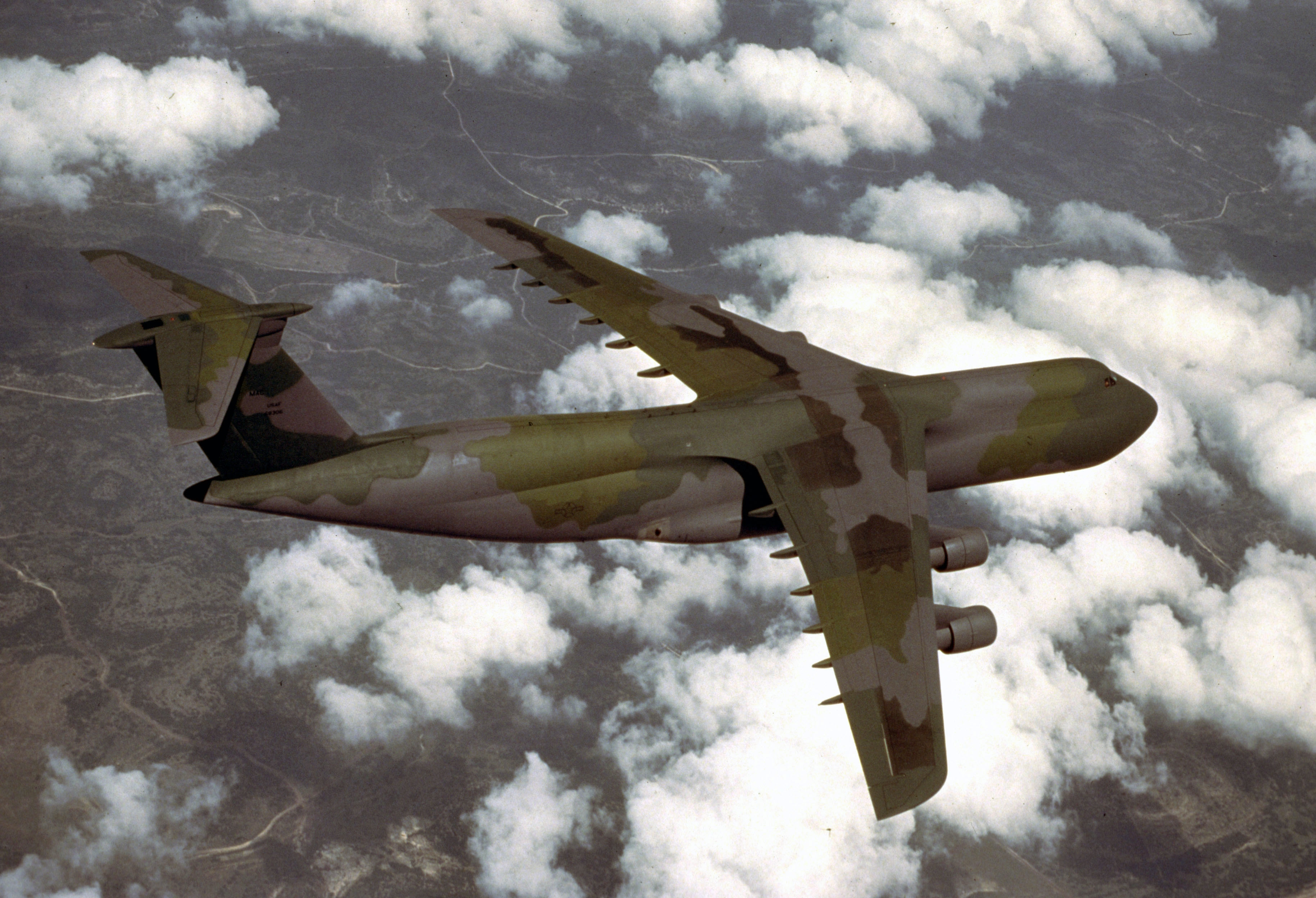

يبلغ طول كل جناح 30 مترا ويبلغ طول كل من المحركات التي توجد على كل جناح 9 امتار ما يقارب حجم شاحنة وان سي-5 جالاكسي تحمل الأوزان الثقيلة بمعدل 12 سيارة من نوع همر عسكرية وطائرة اباتشي واحدة وتطير بهم عبر القارات وهي طائرة صممت للنقل من قبل شركة لوكهيد مارتن وفي عام 1968 كان أول طيران لها، هي طائرة ثقيلة يبلغ طولها 75 متراً وصممت لنقل الدبابات والعربات وحتى المروحيات، تستطيع استيعاب دبابتين من نوع أبرامز تستطيع استيعاب من أكبر المروحيات مثل الشينوك والسوبر ستاليون، طلبت الإدارة الأمريكية صنعها لنقل أكبر عدد ممكن من العتاد والأسلحة إلى أي رقعة على سطح الأرض تقريباً، فمداها الأقصى يفوق 10,000 كم، وباستطاعتها التزود بالوقود جواً، تستطيع حمل حتى 118,000 كغ من الحمولة، تفتح مقدمتها إلى الأعلى لإدخال الحمولة وهناك باب خلفي، ويوجد 75 مقعداً في الطابق العلوي من الطائرة، كانت تستخدم في عمليات الإنزال المظلي الكبيرة وكانت تستطيع إنزال الدبابة شريدان مظلياً، ولكن هذا الدور أخذته أختها الجديدة السي-17 ،شاركت في عدة حروب منها حرب فيتنام وحرب لبنان وتحرير الكويت وحرب العراق الأخيرة، تستطيع تمييزها عن غيرها من الطائرات سماعاً حيث إن صوت محركاتها مميزة وذات هدير قوي وعالي، كانت في وقتها تعد أكبر طائرة في العالم ولكنها خسرت اللقب أمام الطائرات الروسية العملاقة أنتونوف 225، الآن تخضع لعمليات تطوير المعدات الإلكترونية والطيران وتخضع لاستبدال المحركات يوجد منها النموذج A والذي يوجد منه 80 قطعة ونموذج B ويوجد منه 50 قطعة وأعداد قليلة من النموذج C، يعتقد أنها ستخدم في سلاح الجو الأمريكي حتى سنة 2040 ،وهي حقاً طائرة رائعة، تعرضت لبضعة حوادث، حيث أن إحداها إضطرت إلى الهبوط بدون عجلاتها الامامية بسبب خلل في فتح أبوابها ولكنها هبطت بسلام. وإلى الآن تعد من أكبر وأضخم الطائرات في العالم.

## المواصفات العامة والفنية
أ ـ الأبعــــاد:
- امتداد الأجنحة 76.88 م
- اتساع الجناح عند الجذع 13.85 م
- اتساع الجناح عند الطرف 4.67 م
- نسبة الطول إلى العرض 7.75
- الطول الكلي للطائرة 75.54 م
- طول الجذع 70.29م
- الارتفاع الكلي للطائرة 19.85 م
- امتداد سطح الذيل الأفقي 20.94 م
- المسافة بين مجموعتي العجلات الخلفية 11.42 م
- المسافة بين مجموعة العجلات الأمامية ومجموعة العجلات الخلفية 22.22 م
- باب الطاقم:

الارتفاع

العرض

الارتفاع حتى مستوى الرامب

1.80 م

1.02 م

3.94 م
- باب الركاب

الارتفاع

العرض

الارتفاع حتى مستوى الرامب

1.83 م

91., م

3.56 م
- الأبعاد بعد انخفاض الرامب الخاص بالتحميل :

أقصى ارتفاع
أقصى عرض
3.93 م
5.79 م
- الأبعاد والرامب مستقيم:

أقصى ارتفاع
أقصى عرض
2.90 م
5.79 م
- عند التحميل من الأمام والرامب منخفض:

أقصى ارتفاع
أقصى عرض
4.11 م
5.79 م